# Rotterdamse Zoutziederij
De N.V. Rotterdamsche Zoutziederij, voorheen Kolff & Vis, was een zoutziederij te Rotterdam.
De architect van het gebouw dat nu bekendstaat als Fabrieksgebouw N.V. Rotterdamsche Zoutziederij Schaardijk Rotterdam was M.Brinkman van Bureau Hooykaas.
De aanbesteding had plaats in april 1910.
Directeuren waren onder andere: Laurens Renoldus Sinnige (geboren 1882) en Adrianus Antonie Kolff (geboren 1868 overleden 1925). De laatste had een rol bij de oprichting van de Koninklijke Nederlandse Zoutindustrie.